# Faiditus caudatus
Faiditus caudatus är en spindelart som först beskrevs av Władysław Taczanowski 1874.  Faiditus caudatus ingår i släktet Faiditus och familjen klotspindlar. Inga underarter finns listade i Catalogue of Life.